# Fuentes de Magaña
Fuentes de Magaña ist eine Gemeinde (municipio) mit 51 Einwohnern (Stand: 2024) im Nordosten der spanischen Provinz Soria in der Autonomen Gemeinschaft Kastilien-León. 

## Lage und Klima
Fuentes de Magaña liegt in der Sierra de Alba im Nordosten der Provinz Soria in einer Höhe von ca. 1140 m. Die Entfernung zur südwestlich gelegenen Provinzhauptstadt Soria beträgt ca. 28 km (Fahrtstrecke). Das Klima ist gemäßigt; Regen (ca. 682 mm/Jahr) fällt überwiegend im Winterhalbjahr.

## Bevölkerungsentwicklung
| Jahr      | 1970 | 1981 | 1991 | 2001 | 2011 | 2021 |
| Einwohner | 287  | 188  | 134  | 95   | 106  | 54   |

Die zunehmende Mechanisierung der Landwirtschaft sowie die Aufgabe von bäuerlichen Kleinbetrieben und der daraus resultierende Verlust an Arbeitsplätzen haben in hohem Maße zu dem deutlichen Bevölkerungsrückgang seit der Mitte des 20. Jahrhunderts beigetragen.

## Sehenswürdigkeiten
- Kirche der Unbefleckten Empfängnis